# Islandiana muma
Islandiana muma är en spindelart som beskrevs av Ivie 1965. Islandiana muma ingår i släktet Islandiana och familjen täckvävarspindlar. Inga underarter finns listade i Catalogue of Life.